# Mormyrus kannume
Mormyrus kannume es una especie de pez elefante eléctrico en la familia Mormyridae presente en varias cuencas hidrográficas de África, entre ellas el Río Nilo y los lagos Victoria, Kyoga, Alberto, Eduardo y George. Es nativo de Burundi, Egipto, Etiopía, Kenia, Ruanda, Sudán, Tanzania y Uganda; puede alcanzar un tamaño aproximado de 100 cm.
Respecto al estado de conservación, se puede indicar que de acuerdo a la IUCN, esta especie puede catalogarse en la categoría «Menos preocupante (LC)».

Amuleto de bronce que representa el pez Oxirrinco. Entre 722 y 332 a.C., Periodo tardío de Egipto. Museo Egipcio de Turín.